# Aïn Chock
Aïn Chock (en àrab عين الشق, ʿAyn ax-Xuq; en amazic ⵄⵉⵏ ⵛⴰⵇ) és alhora un districte i barri (arrondissement) de la ciutat de Casablanca, a la prefectura de Casablanca, a la regió de Casablanca-Settat, al Marroc. Es troba al sud de la ciutat, a la carretera cap El Jadida. S'hi troben les facultats de la universitat Hassan II. Segons el cens de 2014 tenia una població total de 377.744 persones.